# Phyllonorycter luzonica
Phyllonorycter luzonica är en fjärilsart som beskrevs av Tosio Kumata 1995. Phyllonorycter luzonica ingår i släktet guldmalar, och familjen styltmalar.
Artens utbredningsområde är Filippinerna. Inga underarter finns listade i Catalogue of Life.